# Mestisko
Mestisko est un village de Slovaquie situé dans la région de Prešov.

## Histoire
Première mention écrite du village en 1414.

## Démographie

### Évolution de la population
| Année:               | 1994. | 2004.   | 2014.   | 2024.   |
| -------------------- | ----- | ------- | ------- | ------- |
| Nombre de personnes: | 465   | 465     | 472     | 429     |
| Différence:          |       | -1,42 % | +1,50 % | -9,11 % |

| Année:               | 2023. | 2024.   |
| -------------------- | ----- | ------- |
| Nombre de personnes: | 437   | 429     |
| Différence:          |       | -1,83 % |